# Сатурналії

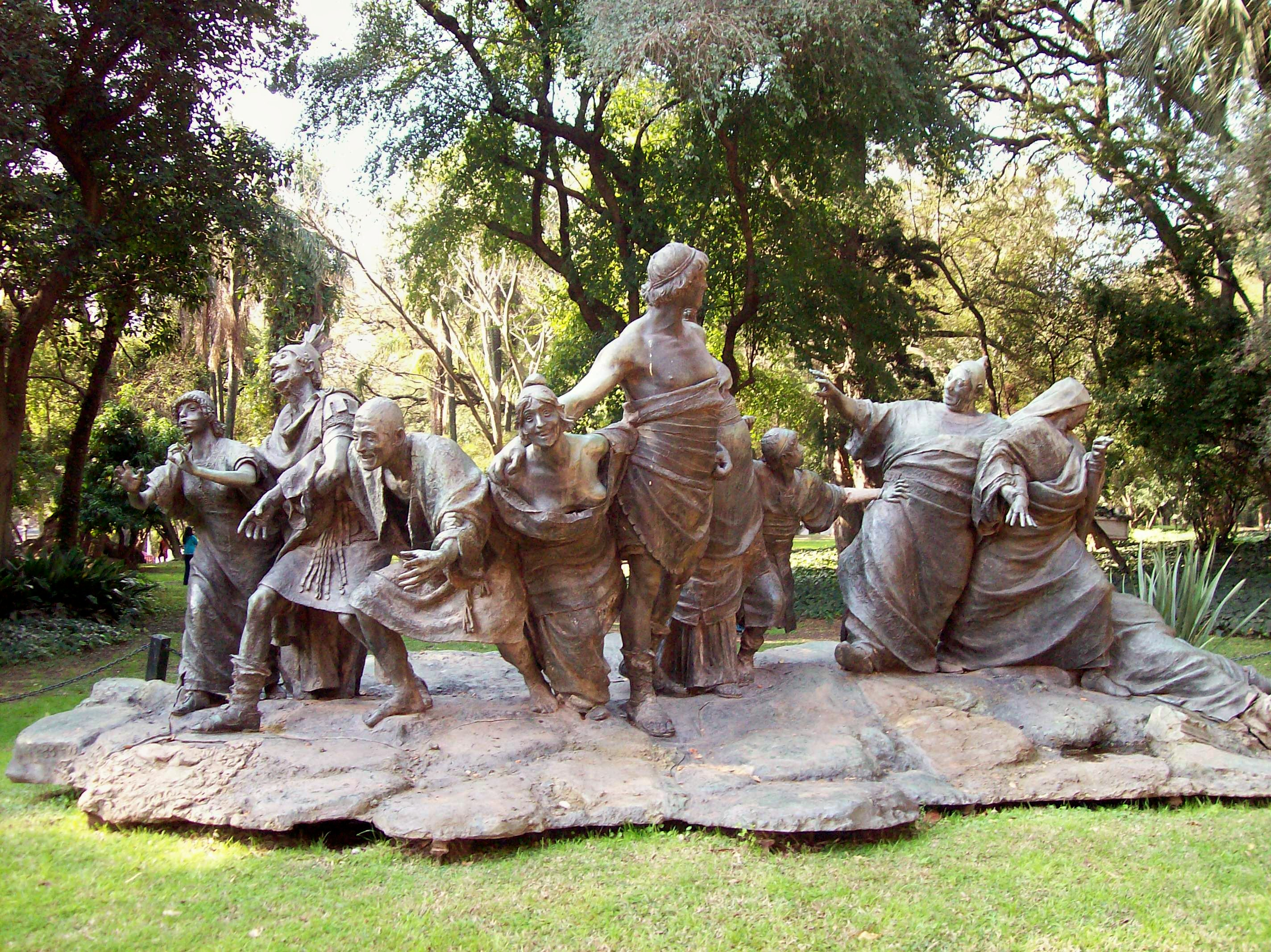
Скульптурна група митця Ернесто Біонді. Сатурналії Біонді

Сатурна́лії (лат. Saturnalia) — свята на честь Сатурна, встановлені в Римі наприкінці 5 століття до н. е. на спогад про Золоту добу, яка, нібито, була на землі за урядування цього бога. Сатурналії, що починалися 17 грудня і тривали 3 дні (від часу Доміціана 5 днів) (з 1 ст. до н.  е.  — уже 7 днів), були святом згоди й рівності. На час сатурналій припинялися всі роботи, раби сідали до столу разом із своїми панами, які їм прислуговували. В ці дні зникала не тільки нерівність станів, а й будь-яка ворожнеча, відкладалися суди й виконання вироків над засудженими, у цей час навіть не годилося обмірковувати воєнні плани. Сатурнові приносили жертви, веселі процесії йшли вулицями міста на бенкети й забави. Батькам родини давали різні пам’ятні подарунки, найчастіше воскові свічки та ляльок із глини. Приміщення прикрашали плющем та падубом .  Імператори в ці дні влаштовували пишні ігри. Деякі обряди з сатурналій перейшли до християнської релігії[джерело?].